# Moti
Moti, także Motir (indonez. Pulau Moti) – wyspa wulkaniczna położona w Indonezji na Morzu Moluckim w archipelagu Moluków na południe od wysp Tidore i Mare. Jej powierzchnia wynosi 24,6 km².
Według danych z lat 70. XX wieku ludność wyspy posługuje się językiem tidore. W kilku wsiach używany jest dodatkowo wschodniomakiański.